# Les Profondeurs
Les Profondeurs est un album de bande dessinée de Walter et Patrice Killoffer sorti en 2004. Il fait partie de la série Donjon Monsters.
Il relate l'histoire de Noyeuse, une jeune aquaboniste. Un jour, une escouade de soldats du grand Khan pénètre dans sa maison et assassine par erreur ses parents. Elle prend la place d'un de ces soldats et combat avec eux. Elle monte rapidement en grade et devient chef d'escouade. Ayant trahi son peuple elle devra le combattre sous les ordres d'un des lieutenants du grand Khan, Shiwomizh.